# 北盧安瓜國家公園
北盧安瓜國家公園（North Luangwa National Park）是非洲中部國家贊比亞的國家公園，東面以盧安瓜河為界，佔地4,636平方公里，在1972年成為國家公園，野生動物包括角馬、斑馬、羚羊、非洲象、黑犀等。